# Lee Iacocca
Lido Anthony Iacocca (Allentown, Pensilvania, 15 de octubre de 1924-Bel-Air, California, 2 de julio de 2019), más conocido como Lee Iacocca, fue un ejecutivo estadounidense de ascendencia italiana. Fue una de las personas más representativas de la industria del automóvil de finales del siglo XX y principios del siglo XXI.
Fue el responsable de la creación en los años 1960 para la Ford Motor Company del Ford Mustang, del Ford Pinto, mientras estuvo con la Ford y más tarde revivió la Chrysler Corporation como su CEO durante los años 1980. 
Fue presidente y CEO de Chrysler de 1978 y adicionalmente fue presidente de 1979 hasta su retiro a fines de 1992. Creador del monovolumen para Chrysler Corporation Chrysler Voyager. Ha sido el único ejecutivo en épocas recientes en presidir las operaciones de dos de las tres grandes empresas automotrices en diferentes tenencias.
Iacocca fue autor o coautor de varios libros, incluyendo Iacocca: Una autobiografía (con William Novak), y ¡Donde han ido todos los líderes? 
La revista Portfolio lo nombró como el 18.º gran CEO estadounidense de todos los tiempos.

## Biografía

### Familia y primeros años
Sus padres, Nicola Iacocca y Antonietta Perrotta, eran inmigrantes italianos procedentes de San Marco dei Cavoti, a unos 75 km de Nápoles. La familia Iacocca se estableció en el Lehigh Valley, Pensilvania, donde el tío de Lee, Theodore Iacocca, abrió el restaurante Yocco's Hot Dogs en 1922. Dijo que había sido bautizado con el inusual nombre de 'Lido' porque sus padres lo habían concebido durante la luna de miel en el distrito de Lido en Venecia. Pero en su biografía él negó este rumor, diciendo que es romántico pero no es verdad. Su padre había ido al Lido mucho antes de su matrimonio viajando con su futuro cuñado.
Iacocca se graduó con honores del Allentown High School en 1942 y de Lehigh University en la vecina Bethlehem (Pensilvania), con una licenciatura en ingeniería industrial. Fue miembro de Tau Beta Pi, la sociedad de honor de ingeniería y un alumno de Theta Chi Fraternity.
Después de su graduación de Lehigh, ganó the Wallace Memorial Fellowship asistiendo a la Universidad de Princeton donde eligió tomar un máster de ingeniería industrial. Comenzaría una carrera en la Ford Motor Company como ingeniero.

### Carrera en la Ford Motor Company
Iacocca se unió a la Ford Motor Company en agosto de 1946, después de una breve práctica en ingeniería, aceptó su cambio a ventas y mercadeo, donde florecería su carrera. Mientras trabajaba en el distrito Philadelphia como asistente del gerente de ventas, Iacocca ganó un reconocimiento nacional con su campaña "56 para '56" ofreciendo préstamos en autos modelo 56 con un 20 % de descuento y $56 dólares en pagos mensuales por tres años. Su campaña fue a nivel nacional y Iacocca fue llamado a la gerencia nacional, en Washington D. C. donde comenzó a escalar rangos. El 10 de noviembre de 1960, Iacocca fue nombrado vicepresidente y gerente general de la División Ford, Washington D. C. en sustitución de Robert S. McNamara, quién ocuparía el puesto de secretario de Estado en el gabinete del presidente John F. Kennedy en enero de 1961. En enero de 1965, vicepresidente y gerente general del grupo de camiones. En 1967, vicepresidente ejecutivo y presidente en diciembre de 1970. Iacocca revolucionó la compañía, derrochando carisma, liderazgo, y una poderosa autoestima avasallante aportando con sus ideas de marketing ideando nuevos modelos. Un factor significativo en su opinión era su preocupación por los automóviles importados, que cada vez abarcaban más el mercado estadounidense compitiendo en economía de combustible y calidad. Así mismo, convenció a los dueños a volver a promocionar la empresa en automovilismo.
Por otra parte, quienes fueron sus empleados directos consideraban a Iacocca como un jefe duro, excesivamente trabajador, confrontacional y muy exigente.
Iacocca participó en el diseño de varios exitosos automóviles Ford, en particular el Ford Mustang, el Continental Mark III , el Ford Escort y el resurgimiento de la marca Mercury a fines de la década de 1960, incluida la introducción del Mercury Cougar y el Mercury Marquis. Promovió otras ideas que no llegaron al mercado como productos Ford, incluidos los automóviles que finalmente introdujo Chrysler: el auto K y la minivan. Iacocca también convenció al jefe de la compañía, Henry Ford II, para que regresara a las carreras, y obtuvo varias victorias en las 500 Millas de Indianápolis, NASCAR y las 24 Horas de Le Mans.
Finalmente, fue designado presidente de la Ford Motor Company, pero tuvo enfrentamientos con Henry Ford II. Fue despedido el 13 de julio de 1978, a pesar de que la empresa registró un beneficio de 2.000 millones de dólares en ese año.

### Su masterpiece (obra maestra): el Mustang
Sin imaginar que crearía una leyenda, concibió uno de los automóviles más exitosos que haya fabricado Ford, el Mustang, un coche de aspecto deportivo que se vendió a un precio económico y constituyó un éxito no solo nacional sino que a nivel mundial. Debido a su enorme intuición sobre los gustos de los consumidores, pidió a los diseñadores construir no el mejor, sino el más barato de los autos deportivos. Los estadounidenses no querían tanto el motor de auto deportivo sino la apariencia. Ford les ofreció a los consumidores emoción y un aire elegante a un precio sumamente razonable. El Mustang se vendió más en su primer año (1964) que cualquier otro automóvil de Ford, batiendo todos los récords de ventas.
En 1970 ya era presidente de la empresa Ford. También dirigió la creación del controvertido Ford Pinto. Siendo presidente de la Ford Motor Company tuvo divergencias frecuentes in crescendo, entre ellas la de incorporar tecnología japonesa,  con el heredero Henry Ford II, siendo despedido ignominiosamente el 13 de julio de 1978 después de 32 años de exitosa gestión, a pesar de que la compañía registró en sus arcas un beneficio de 2 billones de dólares para ese año.

### Carrera en Chrysler
Tras marcharse humillado de Ford, John Riccardo, el entonces presidente de Chrysler, veía cómo la vida de la empresa se le iba entre los dedos. Como no tenía mucho que perder, le llamó y le dio plenos poderes. Iacocca reunió a algunos de sus antiguos compañeros de Ford, cerró plantas improductivas, realizó despidos masivos y fijo su salario en un dólar al año.
Puso en marcha una gama de nuevos modelos, entre los cuales destaca el Voyager, el primer monovolumen que salió al mercado. Uno de sus últimos grandes aciertos fue lograr reunir un equipo que, tras su retirada, llevó a Chrysler a ser nuevamente una compañía muy eficiente.
Iacocca fue contratado como presidente y director ejecutivo de Chrysler Corporation, empresa que atravesaba una mala situación, tan solo el trimestre que estaba por terminar mostraba una pérdida de 160 millones de dólares. Iacocca pagó todas las deudas en menos de cinco años, y le dio la vuelta a la situación de la empresa. Su monovolumen Dodge Caravan/Plymouth Voyager, introducido en 1983, fue uno de los vehículos más vendidos en Estados Unidos.
También introdujo los modelos "K", de cuatro cilindros y con un consumo de combustible mucho menor que los automóviles, hasta ese momento, estándar, lo cual hizo disparar las ventas a niveles impresionantes. La compañía había solicitado un período de gracia a sus acreedores, a quienes sorprendió, cancelándoles dicha deuda antes de tiempo. Durante la dirección de Iacocca, la compañía, ya solvente, empezó alianzas con otras grandes compañías como Mitsubishi, AMC, Maserati y Lamborghini.
Chrysler lideró la industria automotriz en ventas durante 25 años. A lo largo de la década de 1980, Iacocca, con la ayuda de su viejo amigo y ejecutivo de publicidad, Leo-Arthur Kelmenson, apareció en una serie de comerciales desarrollados por Kenyon & Eckhardt para los vehículos de la empresa, empleando la campaña publicitaria, "El orgullo ha vuelto", para denotar el cambio de rumbo de la corporación. También expresó lo que se convertiría en su frase característica: "Si puede encontrar un auto mejor, cómprelo".
Iacocca se jubiló a finales de 1992, pero siguió perteneciendo al comité ejecutivo de Chrysler. Fue autor de dos libros que continúan siendo éxitos de ventas: Iacocca: una autobiografía (1983) y Hablando claro (1988). La autobiografía de Lee lacocca, editada en 1983, vendió siete millones de ejemplares solo en los EE. UU., expandiéndose por el mundo traducida a seis idiomas y siendo el libro más vendido en no ficción en 1983 y 1984. También las revistas que lo entrevistaban y lo ponían en la portada eran buscadas afanosamente por los lectores.

## Fallecimiento
Iacocca residió en la sección Bel Air de Los Ángeles en sus últimos años.  Murió en su casa el 2 de julio de 2019, a la edad de 94 años.  La causa fueron complicaciones de la enfermedad de Parkinson.  Su misa fúnebre se celebró el 10 de julio de 2019 en la Iglesia Católica Romana St. Hugo of the Hills y fue enterrado en el Cementerio Memorial White Chapel en Troy (Míchigan).

## En la cultura popular
En la película del 2019 del director James Mangold, Ford v Ferrari, Lee Iacocca aparece siendo interpretado por el actor Jon Bernthal.

## Obra

### Algunas publicaciones
- Iacocca, Lee (2007). Where Have All the Leaders Gone. Scribner. ISBN 1-4165-3247-1.

- Iacocca, Lee and William Novak (1984). Iacocca: An Autobiography. Bantam. ISBN 0553251473 (trad. Iacocca: autobiografía de un triunfador, 1985)

- Iacocca, Lee; Sonny Klenfield (1988) Talking Straight. Bantam. ISBN 0-553-05270-5 (trad. Iacocca 2: hablando claro, 1988)